# Veïnat de Torreponça
El Veïnat de Torreponça és una entitat de població del municipi de Riudellots de la Selva, a la comarca catalana de la Selva.